# Àxel Sanjosé
Àxel Sanjosé (Barcelona, 1960) és un poeta, traductor i filòleg catalano-alemany. Va cursar estudis de Filologia alemanya a la Ludwig-Maximilians-Universität München, on també va obtenir el doctorat; des del 1988 és professor adjunt de l'Institut de Literatura Comparada de la mateixa entitat. Més enllà del món acadèmic, treballa com a redactor en un reconegut estudi de disseny gràfic de Múnic.
És autor de quatre poemaris en alemany i de nombroses traduccions de poetes de parla catalana. Ha rebut beques de diverses institucions pels seus projectes literaris, entre els quals la traducció de poemes de Joan Maragall a l'alemany.

## Obra

### Poesia
- Gelegentlich Krähen. [Cornelles ocasionals, en alemany]. Landpresse, Weilerswist 2004; segona edició: Rimbaud Verlag, Aquisgrà 2015.
- Anaptyxis [en alemany]. Rimbaud Verlag, Aquisgrà 2013.
- Das fünfte Nichts [El cinquè no-res, en alemany]. Rimbaud Verlag, Aquisgrà 2021.
- Lebensmittellyrik. Nebst einem Anhang mit Büroartikellyrik [Poesia alimentària. Amb un apèndix de poesia de material de oficina, en alemany]. Edition Melos, Viena 2021.
- Res de nou al no-res. Edicions 96, La Pobla Llarga 2023.

### Traduccions del català a l'alemany
- Enric Casasses, Eduard Escoffet, Arnau Pons, Víctor Sunyol: vier nach. Katalanische Lyrik nach der Avantgarde. Edició bilingüe. Lyrik Kabinett, Múnic 2007.
- Pere Gimferrer: Els Miralls. L'espai desert. / Die Spiegel. Der öde Raum. Edició bilingüe. Hanser, Múnic 2007.
- Salvador Espriu: Llibre de Sinera / Buch von Sinera [Tria], a: Sirene 7, 1993.
- Feliu Formosa: "Eine Ungeduld lang" [Tria de poemes], a: Akzente, 2010 (4).
- Carles Rebassa: Gedichte. Hochroth Verlag, Berlín 2010.
- Salvador Espriu: "Cançons de la roda del temps" / "Lieder vom Rad der Zeit" [Cicle de El caminant i el mur], a: Akzente, 2013 (6).
- Joan Vinyoli: Tria de poemes, a: Sprache im technischen Zeitalter 212, 2014.
- Màrius Torres: Poesies / Gedichte. Edició bilingüe. Rimbaud Verlag, Aquisgrà 2019.
- Joan Maragall: Der Pinien Grün, des Meeres Blau. Gedichte [La verdor dels pins, la blavor del mar. Poesies]. Edició bilingüe. Stiftung Lyrik Kabinett, Múnic 2022.